# Mezerana
Mezerana (în arabă مزغنة) este o comună din provincia Médéa, Algeria.
Populația comunei este de 6.202 locuitori (2008).